# Alcantil
Alcantil este un oraș în Paraíba (PB), Brazilia.